# Strzelanina w Austin
Strzelanina w Austin – strzelanina, do której doszło 1 sierpnia 1966 roku na kampusie Uniwersytetu Teksańskiego w Austin w Teksasie w Stanach Zjednoczonych. W jej wyniku zginęło 18 osób (razem ze sprawcą, zastrzelonym przez policję), następnych 31 osób zostało rannych.

## Przebieg
Napastnik przybył na kampus około 11:25 i wkrótce potem wszedł do budynku wieży obserwacyjnej uniwersytetu (UT Tower), uzbrojony w kilka różnych karabinów i pistoletów. Wjechał windą na najwyższe 28. piętro wieży, gdzie znajdował się taras widokowy. Wewnątrz budynku wieży oddał strzały do kilku osób, które znajdowały się na klatkach schodowych i na punkcie widokowym wieży. O godz. 11:48 zajął pozycję na tarasie widokowym i otworzył ogień do przypadkowych osób, które znajdowały się na kampusie uniwersyteckim. Początkowo panowała duża dezorientacja odnośnie tego, skąd padają strzały. W wyniku tego wielu studentów zginęło zanim zdążyli podjąć jakąkolwiek reakcję. Po pewnym czasie zorientowano się, że strzały pochodzą z wieży. Sprawca chodził po tarasie widokowym wieży i co jakiś czas wychylał się przez kolumny i oddawał stamtąd strzały do znajdujących się poniżej studentów. Niedługo po rozpoczęciu strzelaniny, na zdarzenie zareagowała miejscowa policja. Akcja policji była jednak bardzo trudna, biorąc pod uwagę położenie sprawcy. O godz. 13:24 jednemu z funkcjonariuszy udało się dostać na wieżę i zastrzelić napastnika. Po strzelaninie odkryto ponadto, że sprawca wcześniej zadźgał swoją matkę i żonę w ich mieszkaniach. W strzelaninie zginęło łącznie 18 osób (w tym sprawca, nienarodzone dziecko jednej ze studentek oraz student, który zmarł z powodu obrażeń dopiero 40 lat po ataku), natomiast 31 następnych zostało rannych.

## Ofiary
- Margaret Whitman (43 lata)[6]
- Kathleen Whitman (23 lata)[7]
- Edna Townsley (51 lat)[8]
- Mark Gabour (16 lat)[9]
- Marguerite Lamport (56 lat)[10]
- Nienarodzone dziecko[11]
- Thomas Eckman (18 lat)[12]
- Robert Boyer (33 lata)[13]
- Karen Griffith (17 lat)[14]
- Thomas Karr (24 lata)[15]
- David Gunby (23 lata)[16]
- Thomas Ashton (22 lata)[17]
- Paul Sonntag (18 lat)[18]
- Claudia Rutt (18 lat)[19]
- Harry Walchuk (38 lat)[20]
- Billy Speed (23 lata)[21]
- Roy Schmidt (29 lat)[22]
- Charles Whitman (25 lat)

## Sprawca
Sprawcą masakry był 25-letni Charles Whitman, były marine i student uniwersytetu w Austin. Sprawca był osobą zaburzoną emocjonalnie, cierpiał z powodu nagłych wybuchów złości i agresji, które często sprawiały mu problemy w relacjach z żoną oraz prowadziły do tego, że Whitman stosował przemoc domową wobec niej. Podczas autopsji jego zwłok wykryto guza w mózgu sprawcy; znajdował się on w okolicy ciała migdałowatego odpowiedzialnego za odczuwanie agresji i lęku.